# Prunus pearcei
Prunus pearcei är en rosväxtart som beskrevs av Henry Hurd Rusby. Prunus pearcei ingår i släktet prunusar, och familjen rosväxter. Inga underarter finns listade i Catalogue of Life.